# Saint Francis Dam Disaster National Monument
Le Saint Francis Dam Disaster National Monument est un monument national américain désigné comme tel par le président des États-Unis Donald Trump le 12 mars 2019. Il protège le site affecté par la rupture du barrage de St. Francis le 12 mars 1928.